# Ivica Žuljević
Ivica Žuljević (Hofheim am Taunus, 24 maggio 1980) è un allenatore di calcio ed ex calciatore croato, di ruolo attaccante, tecnico del Sloga Mravince.

## Carriera

### Allenatore
Il 23 giugno 2022 succede a Josip Butić la panchina del Dugopolje. Viene sollevato da tale incarico il 17 aprile 2023 in seguito alla pesante sconfitta per mano del Solin (0-4).
Due mesi dopo prende le redini del Sloga Mravince.

## Palmarès

### Giocatore
- Druga hrvatska nogometna liga: 1

Dugopolje: 2011-2012